# Ozarba adactricula
Ozarba adactricula is een vlinder van de familie van de uilen (Noctuidae). De wetenschappelijke naam van deze soort is voor het eerst voorgesteld als Miana adactricula door Achille Guenée in een publicatie uit 1852.
De soort komt voor in Ethiopië.